# Riekend Rustpunt

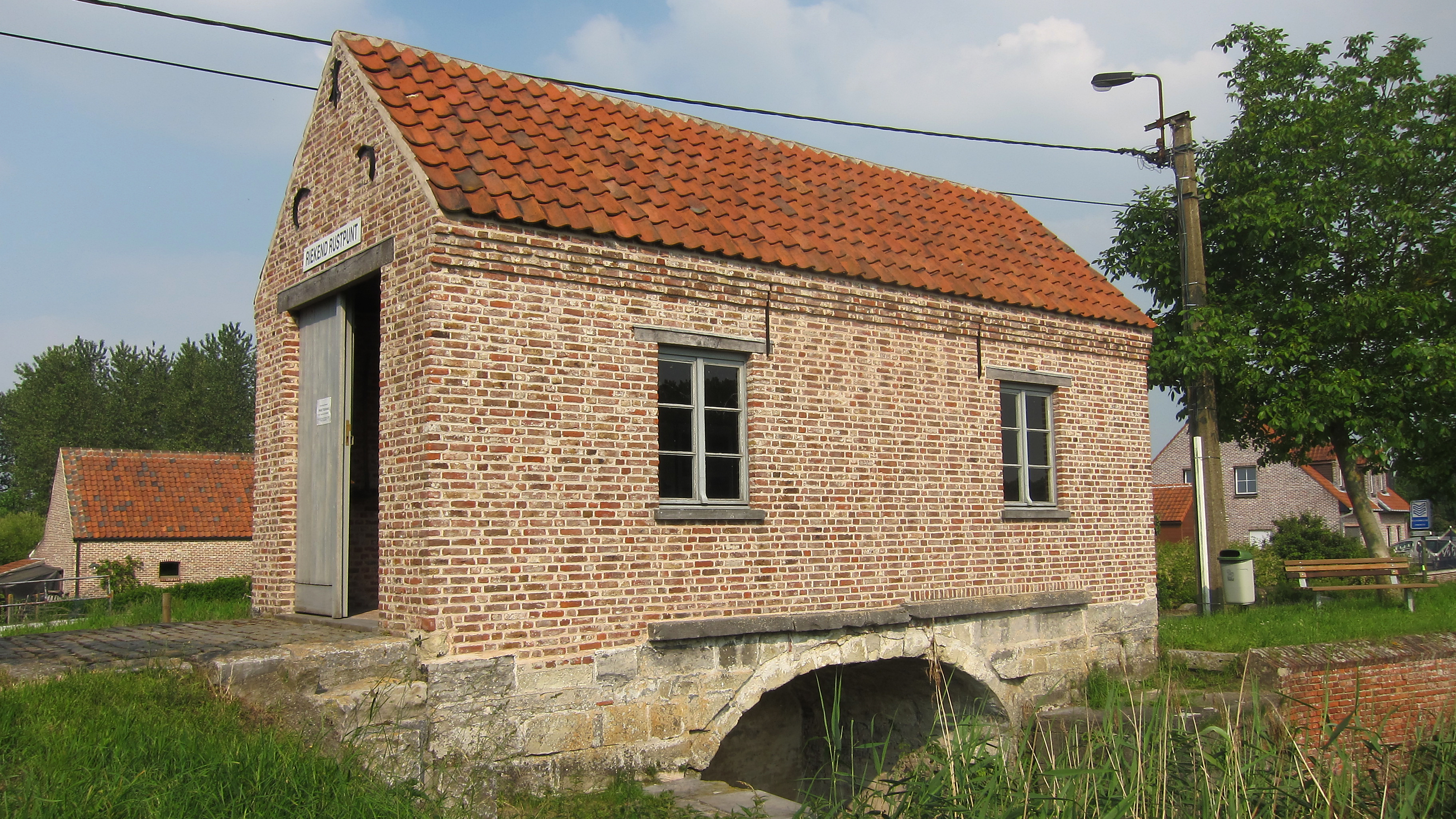
Het Riekend Rustpunt

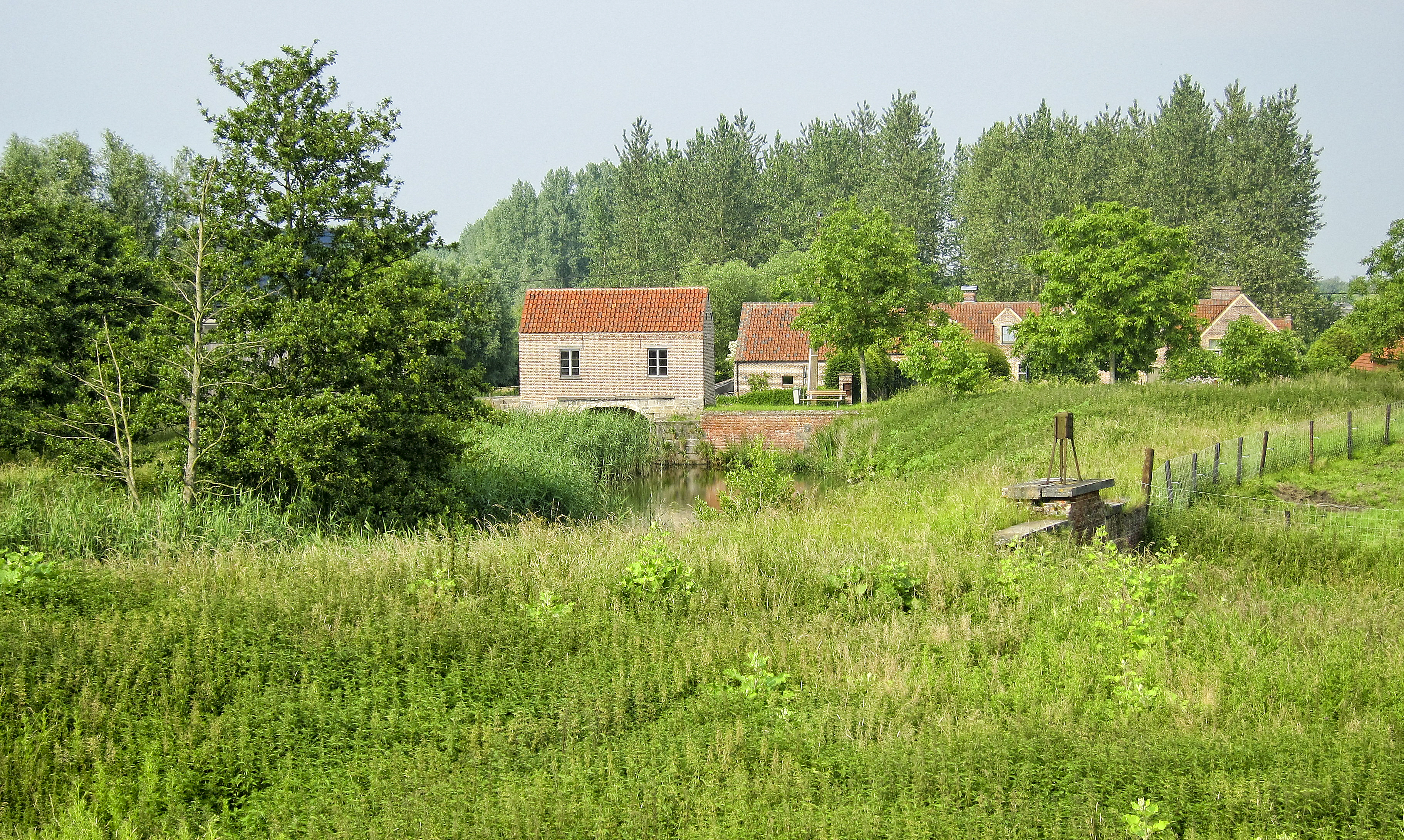
Het Riekend Rustpunt met de Berlaar op de voorgrond

Het Riekend Rustpunt is een klein museum aan Het Sluis in de Belgische gemeente Berlare. Het Riekend Rustpunt is gelegen aan een knooppunt van fietsroutes en toont de bezoeker informatie over het transport van mest en beer over water van de stad naar het platteland. Er is een permanente tentoonstelling opgesteld: Van stadsstront naar zandgrond.

## Historiek van het museum
Onder het huidig museum gebouw was er een nu verdwenen sluis gebouwd, hoogstwaarschijnlijk vóór de 15e eeuw. Een aanwijzing hiervoor is het gebruik van witte steen (Balegemse steen?) voor het gewelf van de sluis. De sluis zorgde voor het afwateren van het vochtige Berlare Broek naar de Zeeschelde via de nu afgesloten Berlaar. Berlare Broek lag, voor het uitgeturfd werd veel hoger dan nu.
In 1644 verkreeg Pieter Janssens, gemeenteontvanger, schepen en vlashandelaar, toelating van de weduwe van Don Diego Sanchez de Castro y Toledo, heer van Berlare in de 17e eeuw, om boven de sluis een aard of kaai te bouwen voor het laden en lossen van schepen met hooi, stro, turf, mest en beer. Via een verdwenen sluis aan de Zeeschelde kon men de Berlaar opvaren en het mest in stenen beerputten opslaan waar de boeren het konden opkopen. In 1938 meerde hier voor de laatste keer een schip aan. Tot 1960 sloeg men hier cement en kalk op. Het gebouw geraakte in vervallen staat tot de gemeente het aankocht en in 2006 herstelde. In 2011 werd het museum opengesteld. Omwoners openen en sluiten haar deur.

## Mest en beer door de eeuwen heen
Allerlei afval, mest en beer belandde in vroegere tijden op straat. Bloed en ingewanden van geslachte dieren werden opgegeten door loslopende dieren, ratten, muizen en insecten. In steden ontstond er al vlug een probleem gezien een mens per jaar ongeveer 300 kg mest per jaar produceert en rij- en lastdieren een veelvoud ervan. Daarbij kwam nog het mest van runderen, kippen, varkens, honden, ganzen en eenden die hun mest overal achter lieten. Na een regenbui veranderden de meestal onverharde straten in stinkende modderpoelen. Daarbij kwam nog alles wat uit de woningen werd geveegd. Een deel van het afval belandde in de waterlopen. Het gebruik van het vervuilde water leidde tot allerlei ziektes zoals cholera en paratyfus.
Vanaf de 14e eeuw ontstonden er gilden in de steden die een gedeelte van het afval verzamelen en verkopen om akkers te bemesten. In Brugge waren het de meuraars, in Antwerpen de moosmeiers en in Gent de modderaars die dit vuile karwei opknappen. Stilaan werd mest en as een waardevol goed dat zij aan boeren op het platteland sleten. Ook afval uit de nijverheid zoals visgraten, pluimen en vleesresten kwamen als meststof op de akkers terecht. Vanaf de 17e eeuw bemestte men de akkers met stalmest zodat men minder grond moest laten braak liggen om te herstellen en de landbouwproductie steeg fors. In het nieuwe vierslagstelsel wisselden rapen af met wortelen, klavers en winter- en zomergraan. Het gebruik van de Brabantse ploeg verdikte de laag teelaarde. De toegenomen welvaart zorgde voor bevolkingsaangroei en de steeds dichter bevolkte steden wilden steeds meer afval kwijt.

## Van stadsstront naar zandgrond
Beerruimers trokken 's nachts door de stad om zo veel mogelijk overlast te beperken. Het vuile karwei hield risico op brandwonden en verstikking in omwille van de giftige dampen die vrij kwamen. Tonnen van 80 l met oren waaronder men stokken stak, werden door twee mannen naar buiten gedragen. De inhoud kieperde men in tonnen of bakken van 800 of 1000 l die men met door paarden getrokken karren naar schepen vervoerde. Deze beerotters waren kleine dubbelwandige houten schuiten met een laadvermogen van ongeveer 35 ton. Op de bestemmingsplaats bouwde men beerputten langs de waterlopen die in vakken waren verdeeld. Daar konden de boeren het goedje opkopen. Ze schepten de beer soms 3 m diep op met een loet (een lange stok met aan het uiteinde een verzinkte emmer). Naast de beerputten werd het terrein verlaagd zodat het overladen gemakkelijker kon. Het overladen gebeurde later ook via pompen, aangedreven door een rosmolen wat de stank verminderde.
Stadslui werden betaald voor het ruimen, arme lieden vroegen weleens om het ruimen als het nog niet nodig was. Mest was zo waardevol dat champetters koestrontrapers beboetten. Boedelbeschrijvingen namen de waarde van het aanwezige mest op in het activa. De waarde ervan zakte vanaf 1850 toen guano massaal werd ingevoerd en poedermest zijn intrede deed. Toch bood een beginnend landbouwer in Berlare in 1945 nog 750 Belgische frank (equivalent in 2022: bijna €233) als hij de toiletten van de gemeenteschool, nog niet voorzien van doorspoeltoiletten, mocht ledigen. Er kwam zelfs een hoger bod van 1001 frank (in 2022 ± €311) binnen. Tot een eind in de 20e eeuw raapten mensen koe- en paardenmest van de straat om hun moestuin te bemesten.